# Hamburg Sea Devils
Hamburg Sea Devils – klub futbolu amerykańskiego z Hamburga występujący w lidze NFL Europa od 2005 do 2007 roku.
Trenerem był Jack Bicknell, były coach rozwiązanych drużyn Barcelona Dragons i Scottish Claymores. 2 kwietnia 2005 w swoim pierwszym ligowym meczu ulegli drużynie Cologne Centurions z Kolonii 24:23. 23 czerwca 2007 Sea Devils zdobyli World Bowl pokonując w finale Frankfurt Galaxy 37:28. Sea Devils są ostatnimi mistrzami NFL Europa, 29 czerwca zdecydowano rozwiązać ligę.